# Lesley Sharp
Lesley Sharp, född 3 april 1960 i Manchester, är en brittisk skådespelare.

## Filmografi i urval
- 1986 – Rita, Sue – och så Bob!
- 1993 – Naked
- 1994 – Priest
- 1995 – I mördarens spår. Ett barn försvinner
- 1996 – Månstenen (miniserie)
- 1997 – Allt eller inget
- 2001 – From Hell
- 2001 – Bob och Rose (TV-serie)
- 2004 – Vera Drake
- 2005 – Afterlife (TV-serie)
- 2011 - Shadowline (TV-serie)
- 2011–2016 – Scott & Bailey (TV-serie)
- 2016 - Paranoid (TV-serie)